# Sassandria
Genre
Synonymes
- Assiniana Roewer, 1914
- Aburitus Roewer, 1935

Sassandria est un genre d'opilions laniatores de la famille des Assamiidae.

## Distribution
Les espèces de ce genre se rencontrent en Côte d'Ivoire et au Ghana.

## Liste des espèces
Selon World Catalogue of Opiliones (22/06/2021) :
- Sassandria bicolor Roewer, 1912
- Sassandria tenuipes Lawrence, 1965

## Publication originale
- Roewer, 1912 : « Die Familien der Assamiiden und Phalangodiden der Opiliones-Laniatores. (= Assamiden, Dampetriden, Phalangodiden, Epedaniden, Biantiden, Zalmoxiden, Samoiden, Palpipediden anderer Autoren). » Archiv für Naturgeschichte, sér. A, vol. 78, no 3, p. 1–242 (texte intégral).